# Alfredo Vieira Peixoto de Vilas-Boas
Alfredo Vieira Coelho Peixoto Pinto de Vilas-Boas (Braga, 6 de Setembro de 1860 – Nevogilde, 26 de Fevereiro de 1926), 2.º Barão de Paçô Vieira e 1.º e único Conde de Paçô Vieira, foi um magistrado e político de relevo ligado ao Partido Regenerador e colaborador próximo de Hintze Ribeiro. Desempenhou, entre outras, as funções de deputado e vice-presidente da Câmara dos Deputados, ministro das Obras Públicas, Comércio e Indústria e governador civil do Distrito Autónomo de Ponta Delgada.

## Biografia

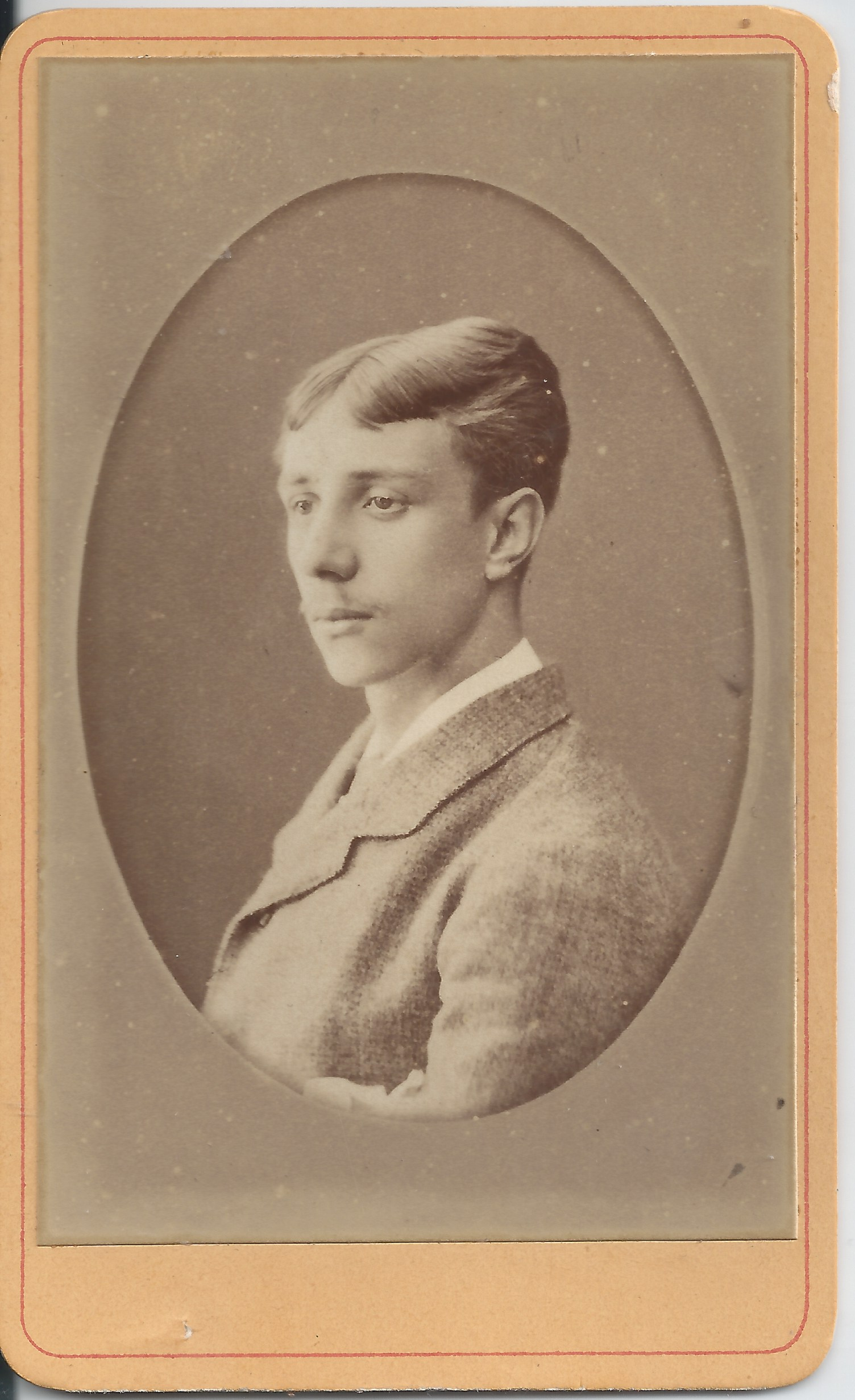
Retrato tirado na União Photographica da Caza Real - Praça de Santa Thereza, nrs.º 17 / 47. No verso tem escrito: "À sua antiga amiga Delfina Roza, como merecido testemunho de gratidão // Coimbra 4/4/1879" Col. particular.

Alfredo Vieira Coelho Peixoto Pinto de Vilas-Boas nasceu em Braga, a 6 de Setembro de 1860, filho de Margarida Pinto do Vale Peixoto de Sousa de Vilas Boas e de José Joaquim de Sousa Barreiros Coelho Vieira, 1.º barão de Paçô Vieira, juiz do Supremo Tribunal de Justiça, deputado às Cortes e governador civil do Distrito de Braga. A família pertencia à melhor aristocracia de Entre Douro e Minho, já que era neto paterno do senhor das casas de Paçô Vieira e de Guilhomil e materno do último capitão-mor de Lousada. Era sobrinho pelo lado materno do 2° Barão de São Martinho de Dume, Duarte Ferreri de Gusmão. A família tinha fortes ligações aos meios políticos e grande implantação local, permitindo aspirar a uma carreira na magistratura ou na alta administração do Estado.
Depois de preparatórios em Braga e Guimarães, frequentou a Universidade de Coimbra, na qual obteve bacharelato em Direito no ano de 1883, tendo quase de imediato ingressado na magistratura.
Com propensão para as letras e para o estudo, gravitou em torno dos meios intelectuais da época, ganhando reputação como escritor e desportista (foi mais tarde presidente do Real Velo Club do Porto). Coube-lhe responder, em nome dos jovens académicos de Coimbra, aos ataques desferidos por Camilo Castelo Branco contra a memória de Sebastião José de Carvalho e Melo.
Já juiz, casou em 1891 com Maria Eduarda Pinto da Silva. Deste casamento resultaram Fernando Coelho Vieira Peixoto Pinto de Vilas-Boas (nascido em 1897 e 2.º conde de Paçô Vieira) e Maria Emília Vieira Peixoto de Vilas-Boas (nascida em 1896).
O 1.º conde de Paçô Vieira faleceu em Nevogilde (Porto) a 26 de Fevereiro de 1926. O concelho de Guimarães dedica-lhe uma rua, no lugar de Paçô Vieira, onde a antiga residência da família é hoje uma unidade de turismo de habitação. Também o concelho de Montijo o relembra no nome de uma das suas ruas.

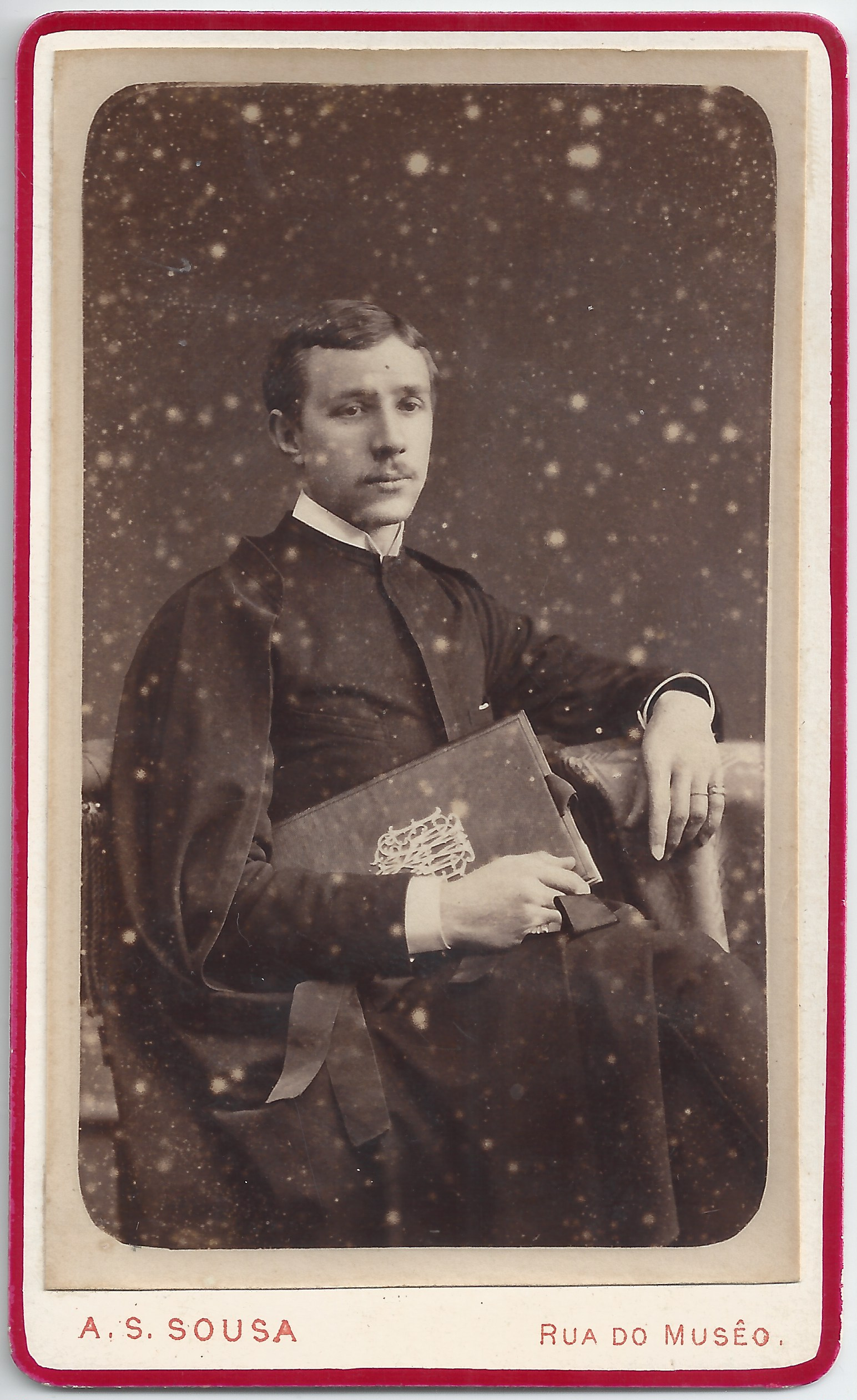
Retrato tirado na Photographia Conimbricense, A. S. SOUSA - rua do Museo, Coimbra. No verso tem escrito: "À minha velha creada e sempre boa amiga Delfina Roza // Coimbra 2/4/1879" Col. particular.

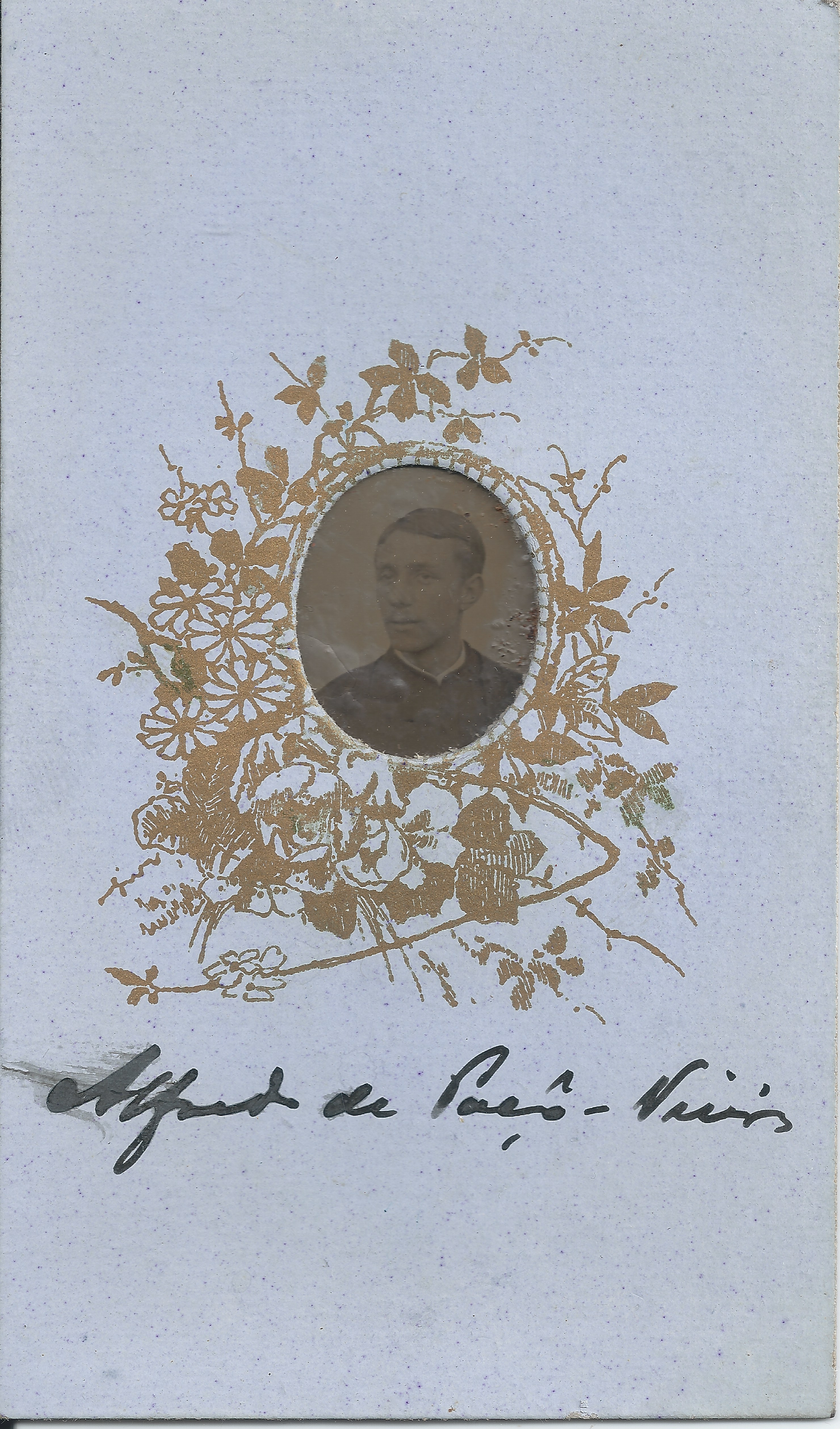
Faz parte de um àlbum onde a maioria dos retratos são dedicados a Delfina Roza, creada e ama. C.1875

### Carreira na magistratura
Em 1884, ano imediato ao da sua formatura, depois de ter exercido advocacia, foi nomeado subdelegado do Procurador Régio na comarca do Porto. Seguiram-se em rápida sucessão nomeações para delegado em Meda, em Portalegre e finalmente na 3.ª Vara Cível do Porto. Em 1890 foi promovido a juiz, por distinção, sendo colocado no Tribunal Administrativo de Viana do Castelo e depois como juiz de execução fiscal no Porto.
Desempenhou as funções de ajudante do Procurador Geral da Coroa e Fazenda (com nomeação a 29 de Novembro de 1900) e representou o Estado no tribunal arbitral que foi nomeado para resolver o conflito entre o Ministério das Obras Públicas, Comércio e Indústria e a empresa H. Hersent, empreiteiro geral das obras do porto de Lisboa.
Promovido a juiz de 1.ª classe em 17 de Outubro de 1904, foi juiz de direito em Torres Vedras e em Setúbal.
Após a implantação da República em Portugal, foi demitido das funções de adjunto do Procurador Geral da Coroa e Fazenda (a 24 de Outubro de 1910), retirando-se da actividade política e concentrando-se na sua carreira de magistrado. Foi nomeado juiz de direito em Elvas (a 23 de Dezembro de 1910), depois em Fafe (a 1 de Maio de 1911) e no 2.º Distrito Criminal do Porto (a 30 de Outubro de 1915). Ascendeu ao Tribunal da Relação do Porto, por nomeação de 9 de Janeiro de 1918, e ao Supremo Tribunal de Justiça por nomeação de 24 de Julho de 1924.
Interessado nas questões jurídicas, foi fundador e redactor do Jornal de Jurisprudência e da Revista do Foro Português.

### Carreira política
Filiado no Partido Regenerador e herdeiro político de seu pai, foi eleito deputado pela primeira vez nas eleições gerais de 30 de Março de 1890 (28.ª Legislatura das Cortes Constitucionais), em representação do círculo uninominal de Peso da Régua, tendo prestado juramento a 3 de Maio de 1890. Participou activamente nos trabalhos parlamentares, especializando-se em questões jurídico-políticas e económicas. Logo durante o seu primeiro mandato, coube-lhe defender a posição dos regeneradores sobre a liberdade de imprensa e sobre os tribunais de júri (a que se opunha), matéria que pela sua relevância mostram a influência de que já dispunha.
Nas eleições gerais que se seguiram (29.ª Legislatura, a 23 de Outubro de 1892) não foi eleito, mas concorrendo num sufrágio suplementar, resultante da vacatura do círculo de Pinhel pela saída de Artur Alberto de Campos Henriques, foi eleito, reingressando na Câmara, onde prestou juramento a 10 de Julho de 1893. Destacou-se novamente na actividade parlamentar ao abordar matérias jurídicas, nomeadamente a organização dos tribunais e questões processuais em matéria penal e nas questões fiscais e orçamentais.
Nas eleições gerais de 15 de Abril de 1894 (30.ª Legislatura) foi reeleito por Pinhel, tendo prestado juramento nas Cortes a 22 de Outubro de 1894. Por esta altura já fazia parte do círculo mais influente do campo regenerador, sendo amigo íntimo de Gil Mont'Alverne de Sequeira e Ernesto Rodolfo Hintze Ribeiro, figuras em ascensão naquele tempo.

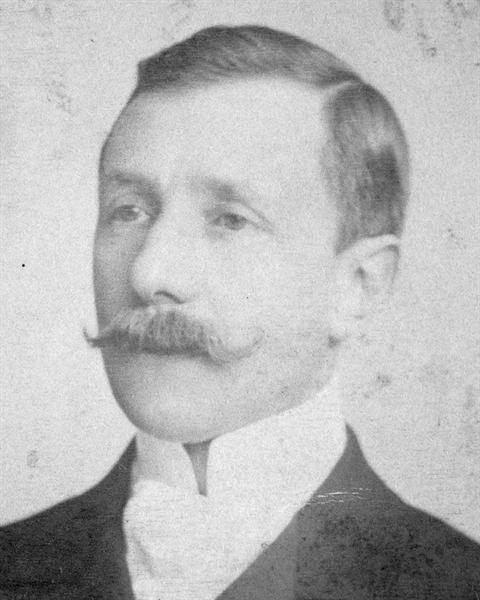
Alfredo Vieira Coelho Peixoto Pinto de Vilas Boas - Arquivo Histórico Parlamentar

Não sendo eleito nas eleições gerais de 17 de Novembro de 1895 (31.ª Legislatura), foi nomeado, a 24 de Dezembro de 1896, por decisão de Hintze Ribeiro, que então era primeiro-ministro, governador civil do Distrito Autónomo de Ponta Delgada, a cidade natal daquele estadista. A nomeação coincidiu com a concessão da autonomia administrativa aos distritos dos Açores, o que é bem demonstrativo do alto conceito em que Hintze Ribeiro o tinha. Exerceu o mandato de governador civil até 4 de Fevereiro de 1897, tendo criado uma ligação à ilha de São Miguel que lhe permitiria, com a ajuda de Hintze Ribeiro, candidatar-se a deputado nas eleições gerais imediatas (realizadas a 2 de Maio de 1897- 32.ª Legislatura) pelo círculo da Ribeira Grande. Prestou juramento a 6 de Julho de 1897.
Eleito deputado regenerador pelos Açores, passou a ter particular atenção às questões do seu círculo eleitoral, sendo uma das principais vozes que na Câmara dos Deputados se insurgiu contra o projecto de extinguir o Tribunal da Relação dos Açores, conseguindo adiar a extinção daquele tribunal de segunda instância por mais uma década.
Nas eleições gerais imediatas (26 de Novembro de 1899 - 33.ª Legislatura), voltou a candidatar-se pelo círculo uninominal da Ribeira Grande, sendo eleito e prestando juramento em 9 de Março de 1900. Neste mandato participou activamente na discussão sobre o estatuto dos Pares do Reino e sobre as questões orçamentais.
Foi reeleito deputado pelo círculo da Ribeira Grande nas eleições gerais realizadas a 25 de Novembro de 1900 (34.ª Legislatura), prestando juramento a 8 de Janeiro de 1901.

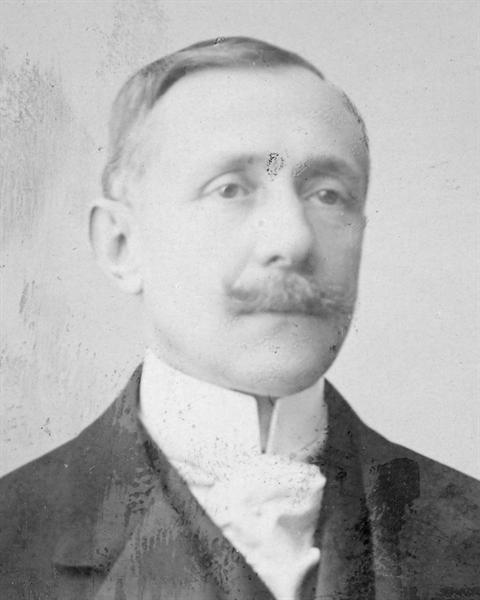
Alfredo Vieira Coelho Peixoto Pinto de Vilas Boas - Arquivo Histórico Parlamentar

Concorrendo pela última vez por círculos açorianos, foi eleito deputado pelo círculo de Ponta Delgada nas eleições gerais de 6 de Outubro de 1901 (35.ª Legislatura), prestando juramento a 8 de Janeiro de 1902. Durante essa legislatura foi nomeado Ministro das Obras Públicas, Comércio e Indústria, do governo presidido por Ernesto Rodolfo Hintze Ribeiro, exercendo o cargo de 23 de Fevereiro de 1903 a 20 de Outubro de 1904. Durante o seu mandato prestou particular atenção ao problema das comunicações terrestres, com destaque para os caminhos de ferro, tendo sido construídas cerca de 500 km de vias, incluindo o ramal Guimarães-Fafe que passava em Paçô Vieira.
Nas eleições gerais imediatas (realizadas a 26 de Junho de 1904 - 36.ª Legislatura) foi eleito pelo círculo de Braga, exercendo as funções de vice-presidente da Câmara dos Deputados. A partir deste mandato passou a ser eleito pelo círculo do Porto Ocidental (nas eleições gerais de 12 de Fevereiro de 1905 - 37.ª Legislatura -,  de 29 de Abril de 1906 - 38.ª Legislatura -, 19 de Agosto de 1906 - 39.ª Legislatura -, e 5 de Abril de 1908, a 40.ª Legislatura e última que tomou posse antes da implantação da República. Nestas legislaturas era uma das figuras mais importantes, tendo liderado a sua bancada, presidido a várias comissões parlamentares e jogado um papel de relevo na vida política nacional da última fase da monarquia, mantendo contacto com as principais figuras e intervindo activamente nas intrigas políticas que abundavam na época.
Com o advento da República foi demitido do lugar de adjunto do Procurador Geral da Coroa e Fazenda, mas foi quase de imediato nomeado para várias comissões de arrolamento de bens. Reiniciou a sua carreira de magistrado, tendo ascendido a juiz conselheiro do Supremo Tribunal de Justiça.
Paralelamente à sua actividade parlamentar e política foi administrador de grandes empresas, entre as quais a Companhia do Boror, a Companhia das Docas e Caminhos de Ferro Peninsulares, a Sociedade do Palácio de Cristal Portuense e a Companhia de Moçâmedes. Foi ainda presidente do Club Portuense.
Raul Brandão considerou-o nas suas Memórias como um homem frívolo e elegante, mas que estava sempre bem informado sobre todas as intrigas políticas.

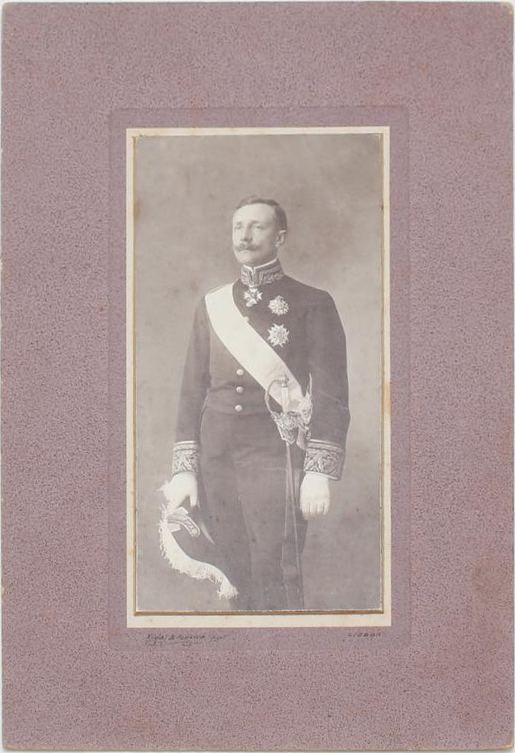

## Honras e títulos
Alfredo Vieira Coelho Peixoto Pinto de Vilas-Boas sucedeu no título de barão de Paçô Vieira a seu pai, em verificação de 2.ª vida, em 18 de Abril de 1895. Posteriormente, foi elevado a 1.º conde de Paçô Vieira por decreto de 3 de Setembro de 1896, do rei D. Carlos I.
Após a instauração da República e o fim do sistema nobiliárquico, foi pretendente aos títulos de 3.º barão de Paçô Vieira e de 2.º conde de Paçô Vieira Fernando Coelho Vieira Peixoto Pinto de Vilas-Boas.
Paçô Vieira era fidalgo de cota de armas, comendador da Ordem de Cristo e grã-cruz da Ordem de Nossa Senhora da Conceição de Vila Viçosa. Detinha condecorações de Espanha, Itália, Suécia, Bélgica e Mónaco.

## Publicações
O conde de Paçô Vieira publicou as seguintes obras:
- O marquês de Pombal, Coimbra, 1882;
- Da manutenção e restituição da posse, 1883;
- Discurso proferido na Câmara dos Senhores Deputados na sessão de 21 de Maio de 1890, Lisboa, 1890;
- O monopólio dos tabacos, Lisboa, 1890;
- Discursos parlamentares, Porto, 1896-1899;
- O orçamento da Justiça, Lisboa, 1899;
- Caminhos de ferro portugueses, Lisboa, 1905;
- Inéditos de Camilo, Porto, 1915.